# Cotylelobium lanceolatum
Cotylelobium lanceolatum är en tvåhjärtbladig växtart som beskrevs av William Grant Craib. Cotylelobium lanceolatum ingår i släktet Cotylelobium och familjen Dipterocarpaceae. Inga underarter finns listade i Catalogue of Life.